# Labroma tuberculata
Labroma tuberculata är en skalbaggsart som beskrevs av Waterhouse 1874. Labroma tuberculata ingår i släktet Labroma och familjen bladhorningar. Inga underarter finns listade i Catalogue of Life.